# Bop Bop Baby
"Bop Bop Baby" là đĩa đơn của ban nhạc người Ireland Westlife, được phát hành từ album World of Our Own. Bài hát được viết bởi các thành viên Shane Filan, Brian McFadden và những nhà sản xuất/nhạc sĩ Chris O'Brien và Graham Murphy.

## Danh sách track

### UK CD1
1. "Bop Bop Baby" (Single Remix)
2. "You Don't Know"
3. "Imaginary Diva" (Orphane Remix)
4. "Bop Bop Baby" (CD-ROM video)

### UK CD2
1. "Bop Bop Baby" (Single Remix)
2. "Bop Bop Baby" (Almighty Radio Edit)
3. "Band Interviews" (CD-ROM)

### Australian CD
1. "Bop Bop Baby" (Single Remix)
2. "Bop Bop Baby" (Almighty Radio Edit)
3. "Bad Girls"
4. "Band Interviews" (CD-ROM)
5. "Bob Bop Baby" (Video)

## Thời gian phát hành
| Khu vực        | Ngày                |
| -------------- | ------------------- |
| Vương quốc Anh | 20 tháng 5 năm 2002 |
| Châu Âu        | Tháng 6 năm 2002    |
| Úc             | Tháng 7 năm 2002    |

## Xếp hạng
| Bảng xếp hạng                    | Vị trí cao nhất |
| -------------------------------- | --------------- |
| Australian Singles Chart         | 55              |
| Ö3 Austria Top 40                | 28              |
| Belgian (Flanders) Singles Chart | 50              |
| Đan Mạch Singles chart           | 3               |
| German Singles Chart             | 15              |
| Italian Singles Chart            | 45              |
| Irish Singles Chart              | 4               |
| Dutch Top 40                     | 23              |
| New Zealand Singles Chart        | 21              |
| Swedish Singles Chart            | 16              |
| Swiss Singles Chart              | 36              |
| UK Singles Chart                 | 5               |

Bài hát này cũng đã đạt được vị trí quán quân ở một vài kênh âm nhạc truyền hình và radio ở Philippines.